# 牛顿 (爱荷华州)
牛顿（Newton）是美国艾奥瓦州杰斯帕县的城市和县城，位于得梅因以东30英里（48公里），爱荷华州中部。 截至2010年人口普查，全市人口15544人。 它是爱荷华赛道，Maytag奶牛场和爱荷华雕塑节的主场。